# توماس بوون
توماس بوون (بالإنجليزية: Thomas Boone)‏ هو سياسي أمريكي، ولد في 1730 في إنجلترا في المملكة المتحدة، وتوفي في 25 سبتمبر 1812 في المملكة المتحدة. انتخب Colonial Governor of New Jersey ‏ (1761 – 1763).